# Супонєв Сергій Євгенович
Сергій Євгенович Супонєв (28 січня 1963, с. Абрамцево, Хотьково, Московська область — 8 грудня 2001, Едімоново, Тверська область) — радянський і російський телеведучий, керівник дирекції дитячих і розважальних програм ОРТ (1998—2001).

## Біографія
Сергій Супонєв народився 28 січня 1963 року в селі Абрамцево Московської області в родині актора і поета Євгена Кузьмича Супонєва і піаністки Галини Володимирівни Супонєвої (д. Куликова).
Батьки розлучилися, мати вийшла заміж за кларнетиста В'ячеслава Петровича Перова і народила в 1976 році йому сестру Олену. Батько одружився з радіоведучою Ольгою Крайовою.
Після закінчення школи вступив до МГУ на факультет журналістики, але з другого курсу був призваний в армію. В рядах Збройних сил СРСР служив з 1981 по 1983 рік в оркестрі військової частини 86632 в селищі Муліно Дзержинського району Горьковської області. У 1988 році закінчив факультет журналістики МДУ.
У 1980 році прийшов на роботу до ЦТ СРСР, спочатку працював вантажником. У 1983 році обіймав посаду адміністратора в музичній редакції ЦТ.
Всі святкові програми, присвячені державним святам в 1984 році, були створені за безпосередньої участі Сергія Супонєва. У 1984—1986 роках працював адміністратором у відділі пропаганди.
З 1986 року працював в Дитячій редакції ЦТ і готував сюжети для програми «До 16 і старше». У 1987 став молодшим редактором ДР і в тому ж році був офіційно прийнятий на роботу. 25 січня 1989 року в ефірі ЦТ з'являється програма «Марафон 15», де Сергій Супонєв був ведучим і одним з авторів.
У 1993 році, на запрошення Влада Лістьєва, став вести програму для дітей «Зірковий час». Тоді ж на «Першому каналі» запустив власну дитячу телегру «Поклик джунглів», ідея якої прийшла йому уві сні. Через 6 років програма отримає премію «ТЕФІ». З 1994 року був засновником і співробітником телекомпанії «Клас!»
В середині 1990-х років знявся в ролі батька Дугласа у фільмі режисера Ігоря Апасяна «Вино з кульбабок», за мотивами творів Рея Бредбері.
У 1994—1995 роках на каналі «2х2», а з 1995 по 1996 — на «ОРТ», виходила в ефір програма «Денді — нова реальність» (на телеканалі «ОРТ» програма мала назву просто «Нова реальність»)
У 1997 році Сергій Супонєв створив для каналу «ТВ-Центр» дитячу телегру «КругоЛого», куди також пробувався на роль ведучого (з ним був знятий пілотний випуск).
У 1997 році брав участь в програмах «О. С. П. студія» та «Смак». У 1998 році брав участь в програмі «Колесо історії», а також двічі брав участь в програмі «Вгадай мелодію», і в одному з випусків здобув перемогу.
У 1999 році дав інтерв'ю програмі «Добрий день». У квітні 1999 року брав участь в капітал-шоу «Поле чудес» у ролі власного двійника.
У 2000 році дав інтерв'ю програмі «100 %». У 2001 році брав участь у кастингу на роль нового ведучого телегри «Хто хоче стати мільйонером?», яка тепер виходила на Першому каналі (до цього на НТВ).
6 грудня 2001 відбулося останнє інтерв'ю Сергія Супонєва. У ньому він говорив про свій новий дитячому телепроєкті, який повинен був вийти в ефір у березні 2002 року.

### Загибель
Загинув увечері 8 грудня 2001 року в селі Едімоново на 39-му році життя. Під час їзди по льоду Волги, снігохід Yamaha занесло, він на повному ходу врізався у приховані під льодом дерев'яні містки річкової пристані.В результаті аварії Супонєва викинуло з сідла снігохода, і він отримав смертельні травми.
Після смерті сина Сергія, Кирила, і його поховання поряд з батьком, надгробок з цим написом було прибрано, а на його місці встановлена загальна надгробна плита батька і сина Супонєвих.

## Родина
- Батько — Євген Кузьмич Супонєв (1939—2008), був актором Театру сатири, заслужений артист Росії (1999). Писав вірші, деякі з яких потім були покладені на музику. У 1990 році на його вірші була записана і випущена пісня «Зірковий час» (музика Юрія Мартинова, виконує Ауріка Ротару).
- Мати — Галина Володимирівна Перова (Супонєва) (нар.. 17 травня 1941), піаністка в оркестрі Театру сатири.
- Мачуха — Ольга Краєва, коментатор радіостанції «Маяк». Сергій сам порадив батькові на ній одружитися. Ольга Краєва допомогла Сергію визначитися з професією.
- Сестра — Олена В'ячеславівна Перова (нар.. 1976) — співачка, актриса і телеведуча.
- Сергій Супонєв був двічі одружений:
- Перша дружина — Валерія Володимирівна Супонєва (дівоче Істоміна) (нар.. 5 червня 1965), тележурналістка, редактор програм телебачення, працює на ТБ. До 2002 року працювала в Дирекції дитячої та розважального мовлення ОРТ, автор і керівник програми 100 %, керувала програмою «Самі з вусами». З вересня 2002 по 2005 рік працювала в телекомпанії BID. Спочатку була музичним редактором капітал-шоу «Поле чудес». Була редактором телегри «Крісло» (СТС) і «Пан або пропав» (Перший канал), у 2003 році працювала випусковим редактором музичного проекту «Фабрика зірок-3». З 2005 по 2014 рік — шеф-редактор музичної програми телеканалу «Росія-1» «Суботній вечір», працювала над проєктом Алли Пугачової «Фактор А».
  - син — Кирило Сергійович Супонєв (19 квітня 1984 — 27 вересня 2013) після розлучення батьків, Кирило сказав батькові, що якщо той піде з сім'ї, то він кинеться з вікна[3], з раннього віку працював на телебаченні (був ведучим передачі «Можливо все» під псевдонімом Кирило Венопус), закінчив журфак МГИМО,[4]. 27 вересня 2013 року на 30-му році життя, покінчив життя самогубством, повісившись, в петлі його виявила мати, передсмертної записки в квартирі не знайшли. Він був барабанщиком групи з назвою «Ромео повинен померти», але кинув групу перед смертю, в останній рік жив фактичним шлюбом з дівчиною, останнім часом він в лікарнях бував частіше, ніж удома, за словами близьких, страждав психічним розладом.
- Друга дружина (1998—2001) — Ольга Анатоліївна Супонєва (Мотина) (нар.. 6 січня 1976), закінчила РАТІ-ГІТІС (майстерня Л. Е. Хейфеца). З 1995 року актриса Московського Академічного театру Сатири. Лауреат премії ім. Т. І. Пельтцер за кращу жіночу роль (1996) — знімалася в телевізійному серіалі «Кулагін і партнери» і була співведучою Миколи Фоменко в грі «Щасливий рейс» (НТВ), за три роки спільного життя об'їздили майже всю Європу.
  - дочка — Поліна Сергіївна Супонєва (нар.. 16 грудня 2000).

## Телепередачі
- «До 16 і старше» — готував сюжети для програми
- «Марафон-15» — автор і ведучий (5 січня 1989 — серпень 1998, вів до 1993)
- «Зірковий час» — провідний, потім автор і керівник програми (квітень 1993 — грудень 2001)
- «Поклик джунглів» — автор, ведучий, продюсер (22 травня 1993 — 18 липня 2001, вів до осені 1998)
- «Денді — нова реальність» — автор, ведучий (вересень 1994 — січень 1996)
- «НЯМ-НЯМ» — автор (ТВ Центр)
- «Круголого» — автор, ведучий (1997—1998)
- «Щас спою» — автор (1997—1998)
- «Ці забавні тварини» — автор (1997—1998)
- «Дісней-клуб» — автор (1998—2014)
- «Програма 100 %» — продюсер (1999—2002)
- «Цар гори» — продюсер ОРТ (1999—2001)
- «Сім бід» — одна відповідь — продюсер (1999—2001)
- «Можливо все» — продюсер ОРТ (1999—2002)
- «Мультазбука» — автор, продюсер (1999—2001)
- «Що так як» — продюсер (1999—2002)
- «Сьоме почуття» — автор, продюсер (2000)
- «КОАПП» — продюсер (2000—2002)
- «Останній герой» — автор, продюсер (2001)
- «Самі з вусами» — автор, продюсер ОРТ / Перший канал (2001—2003)
- «Слідство веде Колобков» — автор ОРТ / Перший канал (2002—2004, проєкт вийшов в ефір після загибелі Сергія Супонєва)

### Фільмографія
- 1997 — «Вино з кульбабок» — батько Дугласа

### Нагороди
- Лауреат премії «ТЕФІ-1999» в номінації «Програма для дітей» (програма «Поклик джунглів»).
- Лауреат премії «ТЕФІ-2001» у номінації «Програма для дітей» (програма «КОАПП»). Примітно, що всю номінацію зайняли програми, у виробництві яких супоню брав безпосередню участь: крім «КОАПП», на приз претендували «100%» і «Зірковий час».

## Пам'ять
2018 року в Москві, колишня дружина Супонєва Людмила Сергіївна заснувала некомерційну організацію АНО «Дитячий освітній центр імені С. Е. Супонєва».

### Документальні фільми про Супонєва
На згадку про Сергія Супонєва було знято кілька документальних фільмів:
- «Серьожа …» (ОРТ, 17 грудня 2001)
- «Сергій Супонєв. Рік після життя» (Перший канал, 9 грудня 2002)
- «Як йшли кумири. Сергій Супонєв» (ДТВ, 8 грудня 2005)
- «Зірки ефіру. Сергій Супонєв» (Перший канал, 2005)
- «Зіркове життя. Сергій Супонєв» (Домашній, 2008)
- «Ех, Серьога! Жити б та жити…» (Перший канал, 28 січня 2013)
- «Сергій Супонєв — друг усіх дітей» (вДудь 7 серпня 2018)[уточнити].